# Clusia lunanthera
Clusia lunanthera là một loài thực vật có hoa trong họ Bứa. Loài này được Maguire mô tả khoa học đầu tiên năm 1948.